# Shop, Cook & Win!
Shop, Cook & Win! è un reality show culinario in onda dal 19 ottobre al 21 dicembre 2019 su Nove il sabato dalle 19:00.

## Il programma
Il programma vede come location un supermercato e una cucina. Gli chef Simone Rugiati e Matteo Torretta osservano, non visti, i clienti di un supermercato e le loro spese e ne scelgono uno ciascuno. Dovranno realizzare un piatto con tutto quello che trovano nei loro carrelli e saranno aiutati proprio dagli ignari clienti. A giudicare i piatti sono presenti tre esperti che attribuiranno la vittoria a uno dei due clienti che porta così a casa un buono spesa da 500€.